# Ludwig Haber
Ludwig Haber (* 15. März 1843 in Brieg; † 11. August 1874 in Hakodate) war ein deutscher Kaufmann und Konsul der japanischen Region Hakodate.

## Leben und Familie
Ludwig Haber wurde als drittes Kind des deutschen Kaufmanns und Handelsreisenden Jacob Haber (verstorben 1846) und seiner Ehefrau Glückel (Caroline), geborene Friedlaender (geb. am 23. Oktober 1811 in Brzeg) in Brzeg bei Opole (Brieg) geboren. Die Familie gehörte dem jüdischen Glauben an und in diesem Sinne erfolgte auch die Erziehung der Kinder. Die Handelstätigkeit seines Vaters erstreckte sich vornehmlich auf Russland und die Ostseeanliegerstaaten. Zu den Handelsprodukten zählten hauptsächlich Felle, Holz und landwirtschaftliche Produkte. Bei einer seiner Geschäftsreisen war der Vater 1846 an Cholera erkrankt und starb kurze Zeit darauf. Daraufhin wurden die 6 Kinder von der Mutter allein großgezogen. Der älteste Bruder Eduard Haber (geboren am 14. Oktober 1837) musste bereits frühzeitig für den Familienunterhalt mitsorgen. Er war ebenfalls als Kaufmann tätig und wurde in den 1870er Jahren zum Vizekonsul in La Libertad – Zentralamerika (heutiges San Salvador) – berufen. In der Familie galt er als vermögend. Der zweite Bruder Siegfried Haber (1841–1920) absolvierte ein Studium und war anschließend in der Region zwischen Opole und Breslau als Richter tätig. Er war der Vater des späteren Chemienobelpreisträgers (verliehen 1918) Dr. Fritz Haber (1868–1934).
Ludwig Haber besuchte die Schule in der Region Opole und studierte danach bis ca. 1865. Nach seinem Studium war er als selbständiger Kaufmann tätig. Im Jahre 1871 verließ er den Heimatort und begab sich auf Geschäftsreisen, die ihn über Ägypten, Indien, Ceylon, China bis nach Japan führten. An den einzelnen Aufenthaltsorten fand er recht schnell Kontakt zu wohlhabenden Kreisen und handelte mit den vor Ort benötigten Waren. Diese wurden zum Teil über lange Reisewege an ihren Bestimmungsort gebracht. Regelmäßig schickte er von 1871 bis 1872 Reiseberichte über seine Aktivitäten und Eindrücke aus den besuchten Regionen an die Regionalpresse.

## Ein deutscher Kaufmann in Japan
Im Jahre 1873 war Ludwig Haber nach Japan gekommen und hatte sich hier in Hakodate niedergelassen, weil ihm der hier bestehende Hafen eine günstige Ausgangsposition für seine Handelsgeschäfte bot. Diese führten ihn mit dem gemieteten Segelschiff „Amaita“ bis an die Küsten von China, Korea und Russland. Da um die Inseln herum eine heftige Strömung herrschte war es bei ungünstigen Windverhältnissen oft schwer, ohne größere Wartezeiten den geschützten Hafen zu erreichen. In Hakodate lebte er in einem Haus am Rande der Stadt, dass einem ansässigen Reeder gehörte. Dieses Haus bewohnte er gemeinsam mit dem Capitän Will. Seine Handelsfrachten bestanden vor allem aus Kohle und Holzlieferungen, Pelzen, landwirtschaftlichen Gütern und Seetang. Von den Japanern, die mit ihm zu tun hatten, wurde er als sehr freundlich, hilfsbereit und kontaktfreudig eingeschätzt. Er war ein Ausländer, wie beurteilt wurde, dem es nicht in erster Linie „nur“ um das Geld-Verdienen ging. Er hatte ein aufgeschlossenes Verhältnis zur Landschaft sowie zur Natur, die ihn umgab und zu den Menschen die ihm begegneten. Während einer der früheren Reisen hatte er sich mit Malaria infiziert.
Zu Beginn des Jahres 1874 hatte Ludwig Haber in Hakodate eine japanisch-deutsche Handelsgesellschaft gegründet. Seine Bestätigung als Konsul für diese Region erreichte ihn aber nicht mehr. Das Schreiben traf erst nach seinem Tod in Hakodate ein. Mit der deutschen Botschaft in Tokio, deren Leiter Ministerresident Max von Brandt (1835–1920) war, stand er im Kontakt. Denn auf diesem Weg waren die Informationen über Habers Aufenthalt und geschäftliches Tun in Hakodate an den deutschen Naturwissenschaftler und Japanreisenden Franz Martin Hilgendorf (1839–1904) gelangt, der sich Mitte des Jahres in Japan aufhielt. Er war ein Forschungsreisender, der sich intensiv mit der Flora und Fauna einzelner japanischer Regionen vertraut machte und ein eifriger Sammler von Naturobjekten war.
Dieser weilte am 11. August 1874 in Hakodate, beide Männer hatten um die Mittagszeit einen Tee in einer Teestube im Stadtzentrum zu sich genommen und begaben sich von dort auf den Weg zu Habers Haus. Ludwig Haber war an diesem Tag noch etwas geschwächt von Malariaschüben, mit denen er wieder einmal zu kämpfen hatte. Auf halber Strecke trennten sie sich kurzzeitig, da Hilgendorf einige ihm nicht bekannte Insekten einsammeln wollte. Nachdem jeder seines Weges gegangen war, wurde Haber von dem Samurai Hidechika Tazaki aus Akita angesprochen. Dieser wollte sich vergewissern, dass es sich bei Haber tatsächlich um einen Ausländer handelte. Nachdem er sich vergewissert hatte, zog er sein Schwert und tötete Haber. Wie in der anschließenden Obduktion festgestellt wurde, waren ihm insgesamt 22 Wunden zugefügt worden, an denen er sofort verstarb. Nach der Festnahme des Mörders, der sich nicht zur Wehr setzte, wurde dieser von der örtlichen Polizei vernommen.
Aus dem Protokoll ging hervor, dass der Samurai einen Hass auf Ausländer hatte und der Meinung war, dass es seine Mission sei, „den heiligen Boden Japans“ von Fremden zu befreien. Um nach dieser Auffassung sein Land zu schützen und dem japanischen Kaiser zu dienen, sei es seine Pflicht, die Ausländer, die nach Japan kommen, zu töten. In einem Gerichtsverfahren wurde er anschließend für seine Tat verurteilt.
Von dem Sachverhalt wurde auch die deutsche Botschaft in Tokio unterrichtet. Da sich der Geschäftsträger Max von Brandt zu diesem Zeitpunkt auf einer Dienstreise in einer anderen Region befand, wurde ein Mitarbeiter der Botschaft zum Ort des Geschehens beordert. Dieser fertigte nach seiner Rückkehr einen Sachbericht an. Das war die Grundlage für den vom Geschäftsträger Max von Brandt verfassten Nachruf und die Informationen, die nach Deutschland verschickt wurden. Ein japanischer Notar nahm die verbliebenen persönlichen Gegenstände und das Geld von Ludwig Haber in Gewahrsam. Das zusammen wurde mit einem Schreiben, dass auf die Erstattung der Unkosten verzichtet wird, an die Familie Haber nach Brzeg geschickt. Das Guthaben betrug 10.400 Taler. Ludwig Haber wurde auf dem Friedhof Cemetry for Foreigners in Hakodate mit einem großen Grabstein beigesetzt.